# فرودگاه لیمبانگ
فرودگاه لیمبانگ (به انگلیسی: Limbang Airport) (به زبان بومی: Lapangan Terbang Limbang) یک فرودگاه همگانی مسافربری با کد یاتا LMN است که یک باند فرود آسفالت دارد و طول باند آن ۱۵۰۰ متر است. این فرودگاه در کشور مالزی قرار دارد و در ارتفاع ۴ متری از سطح دریا واقع شده است.

## شرکت‌های هواپیمایی و مقصدهای پروازی
| شرکت‌های هواپیمایی                 | مقصدهای پروازی             |
| --------------------------------- | -------------------------- |
| مالزی ایرلاینز اجرا توسط MASwings | کوتا کینابالو، لاواس، میری |